# 灌河 (史河)
灌河位于中国河南省东南部，是史河左岸支流，古称“曲河”，又名“浍水”，全长152公里，流域面积1960平方公里，是史河最大的支流，两河常合称“史灌河”。

## 干流概况
灌河发源于河南省商城县南部大别山北麓黄柏山北坡东尖峰（海拔1257.3米），源头称“万丈沟”，又称“滴水河”，至熊家畈汇响水沟后又称“百战坪河”，北流8公里至马鞍潭汇木厂河后始称“灌河”。灌河由南至北纵贯商城县中部地区，于马堽集乡进入固始县境内，流经固始县西部地区，最后于洪埠乡东北汇入史河。途纳青草河、关河、黑河、油河、沙河、河凤桥河、石桥河等支流。干流上建有鲇鱼山水库。

## 流域概况
灌河流域在鲇鱼山水库大坝以上为深山区，地势高峻，山峰连绵起伏，水库坝址以下为浅山区、丘陵区和平原区。流域以大坝为界，南部山区以林业为主，产板栗、杉、竹等；北部灌区以农业为主，主要种植水稻和小麦。灌河流域雨量充沛，流域多年平均年降水量1266.8毫米，多年平均年径流量5.93亿立方米。
灌河上游木厂河矿区有银、金多金属矿脉30多条。

## 污染
2011年5月，网友“cnhero”先后在大河网“焦点民声”频道和河南省政府门户网站论坛留言，反映商城县上石桥镇一无证洗矿厂非法排污，污染村民饮用水。之后商城县环保局对选矿时产生的废液，分3个地点提取水样，送往信阳市环境监测站进行了检测，但未检出铅、镉，未发现生产工艺添加化学药品的情况，其中汞、铜、铁的含量未超出国家标准。5月26日，商城县环保局下达了《关于商城县上石桥镇永兴矿选加工厂的处理意见》，认定该矿选加工厂污水虽未检出重金属成分，但在其生产过程中所产生的废水导致河水混浊，尾矿砂对当地河道以及周边生态环境产生一定的影响；且厂区位置距离商城县出境水质目标考核断面较近，生产过程的污染物排放影响考核断面水质，责令其立即停止生产。